# Gaffeln
Gaffeln är en sjö i Stenungsunds kommun i Bohuslän och ingår i Göta älv-Bäveåns kustområde. Sjön är 15 meter djup, har en yta på 0,061 kvadratkilometer och är belägen 122 meter över havet.